# Serradium spiliarum
Serradium spiliarum är en mångfotingart som beskrevs av Pius Strasser 1974. Serradium spiliarum ingår i släktet Serradium och familjen plattdubbelfotingar. Inga underarter finns listade i Catalogue of Life.